# Fundació puntCat
Fundació puntCat (katalonski za Zaklada točkaCat ) je katalonska privatna neprofitna zaklada uspostavljena 28. prosinca 2004. i registrirana pod brojem 2100 u Registru zaklada i fundacija Vlada Katalonije (Generalitat de Catalunya).
Misija Zaklade je promicati sve vrste aktivnosti koje se odnose na stvaranje, upravljanje i nadzor domenskog imena .cat i općenito promicati katalonski jezik i kulturu na području interneta, informatičkih i komunikacijskih tehnologija.
Uredi Fundació puntCAT pretrpili su upad španjolske policije. Referendum o neovisnosti Katalonije, Španjolska ustavna kriza 2017., proglašenje neovisnosti Katalonije, nasilna suspenzija katalonske autonomije od strane Vlade Španjolske značilo je i reakciju središnje španjolske policije koja je djelovala prije samog referenduma. Već 20. rujna 2017. policija je upala u prostore Zaklade.

## Vanjske poveznice
- Fundacio.cat
- Službene stranice